# 일본의 유교
이 문서는 일본의 유교에 대해 다룬다.
유교는 제요와 제순의 가르침을 따르고 주 문왕과 주 무왕의 법령을 신봉하며 공자의 말씀을 존중해 하나라·상나라·주나라의 예를 답습하는 사상 체계다. 고대 중국에서 기원한 것으로 한반도를 거쳐 일본에도 전래되었다. 다만 일본에서는 국가를 통치하기 위한 학문인 유학으로서 수용돼 제왕학적인 성격을 강하게 가졌다. 따라서 신토나 불교에 비하면 종교로서의 색채가 옅다.

## 역사

### 유교의 전래
일본에 유교가 전래된 건 513년의 일이다. 게이타이 천황 때 백제에서 오경박사가 도일하면서 전래됐는데 이는 불교보다도 이른 시기였다. 《고사기》 등에 의하면 그보다 더 이른 시기에 백제의 왕인이 《논어》를 가지고 도일했다고도 한다. 유교의 사상은 다신교를 신봉하던 신토가 포용하기 수월했기에 금방 일본에 녹아들었고 유교보다도 더 빨리 일본에 전래된 도교, 유교와 비슷한 시기에 도입된 음양오행설과 함께 마법적인 측면에 과학적인 논거를 부여해 훗날의 음양도로 이어지는 바탕이 되었다.

### 아스카 시대~헤이안 시대
아스카 시대 땐 불교 보급에 열정적이던 소가씨가 대두하여 아스카를 중심으로 불교 유구가 다수 건조됐다. 하지만 을사의 변 이후 고교쿠 천황을 비롯한 황실은 유교를 중시하기 시작했다. 남편을 잃은 조메이 천황의 능은 팔각분으로 조성됐고 도노미네에 위치한 후타쓰키노미야(両槻宮)와 관련 유구(사카후네이시 유적, 아스카 미즈오치 유적 등)에도 유교와 음양도의 영향이 짙게 남아 있다.
헤이안 시대 초기에는 유교의 영향을 받아 덴무 천황이 율령제를 발포했다. 이 시기에는 유교 사상이 관리 양성에도 응용됐고 식부성에 대학료를 설치해 국가를 통치하는 학문으로서 묘교도를 연구토록 했다. 하지만 중국, 조선과 달리 일본에선 과거제가 도입되지 않았기에 유교 본래의 가치가 제대로 정착하지 못했다. 결국 유교의 역할은 기덴도와 음양도로 이어졌고 신불습합을 계기로 불교가 융성해졌다. 구카이는 《삼교지귀》를 저술해 유교와 도교보다 불교가 더 우월하다고 주장했다.
그럼에도 귀족 사회에서 유교는 여전히 국가 통치의 핵심 기능을 담당했다. 요제이 천황은 879년 8월 직접 《논어》를 강의했으며 후지와라노 요리나가가 쓴 일기 《다이키》(台記)에도 유교 윤리가 언급된다. 따라서 헤이안 시대에 유교는 교양으로서 광범위한 학식층을 여전히 보유하고 있었다.

### 가마쿠라 시대~아즈치모모야마 시대
1199년 슌조가 남송을 방문해 유교 서적 250권을 가지고 돌아오면서 주희가 집대성한 성리학이 일본에 전래됐다. 이후에도 엔니 등 선승이나 원나라의 침공을 피해 송나라에서 넘어온 지식인들 사이에서 성리학은 크게 유행했고 1299년 원나라에서 건너온 잇산 이치네이가 가져온 주석서를 계기로 일본의 성리학이 완성되었다. 14세기에는 천태종 승려 겐에가 고다이고 천황에게 성리학을 가르치는 등 측근으로서 활약했다. 성리학은 송나라에서 건너왔기에 일본에선 송학이라고도 했다.
난보쿠초 시대~무로마치 시대에는 교토5산이나 가마쿠라5산 등이 중심이 돼 임제종의 선종 사원에서 유학을 연구했다. 15세기 초에는 우에스기 노리자네가 부흥시킨 시모쓰케국의 아시카가 학교에서도 유교 강의가 이루어졌다.
15세기 말에 일어난 오닌의 난으로 교토가 황폐해지자 공가나 승려 등 문화인들은 지방에 내려가 각지의 다이묘나 유력 무사에게 의지하면서 유학이 지방으로 확산됐다. 게이안 겐주는 스오국의 오우치씨, 히고국의 기쿠치씨, 사쓰마국의 시마즈씨 등에게 유교를 강론해 사쓰난 학파의 기초를 닦았다. 미나미무라 바이켄도 유교를 가르쳐 가이난 학파를 만들었는데 가이난 학파는 근세 이후 교토를 중심으로 한 경학과 함께 유학의 한 학파를 이루었다.

### 에도 시대

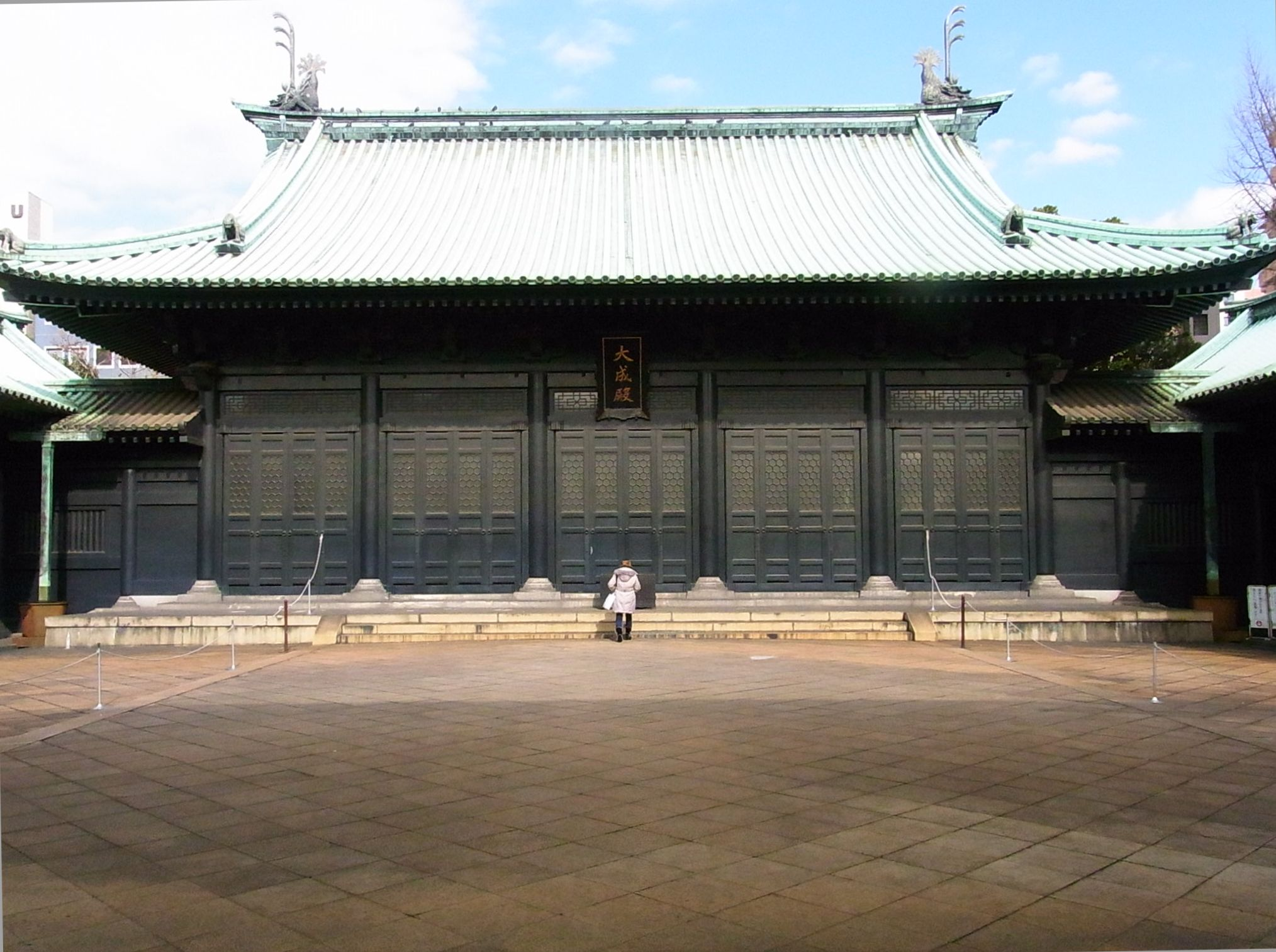
대성전(2010년 2월 촬영).

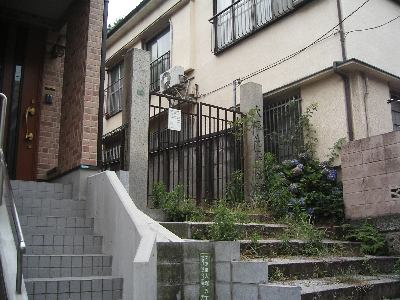
도쿄도 분쿄구의 오쓰카 선유묘소.

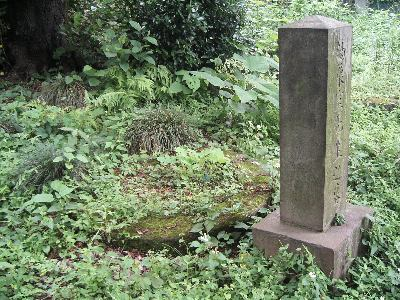
오쓰카 선유묘소에 있는 무로 규소의 무덤.

에도 시대에 이르면 불교의 승려가 교양을 쌓고자 배우는 학문에서 하나의 학문으로 독립해야 한다는 유불분리 움직임이 일었다. 중국과 조선으로부터 좌선이 아니라 순수 학문으로서 성리학과 양명학이 전래했고 에도 막부도 봉건적 지배 체제를 구축하기 위해 유교 사상을 채용하고자 했다. 특히 임진왜란 때 포로로 끌려온 강항의 가르침을 받은 후지와라 세이카의 제자 하야시 라잔이 도쿠가와 이에야스의 부름을 받은 뒤 하야시가는 대대로 대학두를 지내며 막부의 문교 정책을 총괄했다.
5대 쇼군 도쿠가와 쓰나요시는 문치를 추구하며 유학을 중요시했고 하야시 호코를 이따금씩 불러 경서에 관해 토론했다. 한편 막부의 신하들이 사서나 역경을 배우도록 했으며 1609년에는 유시마에 문묘를 세웠다. 그리고 유시마 문묘를 하야시가의 사숙으로 삼아 학문소를 두도록 해 성리학을 가르치게 했다.
8대 쇼군 도쿠가와 요시무네는 개념적인 성리학을 멀리하는 경향을 보였고 하야시가 당주가 계속 젊은 나이에 사망하는 등 일본에서 성리학이 흔들리기 시작했다. 이에 노중이 된 마쓰다이라 사다노부는 흔들리기 시작하는 막부의 지도력을 회복하고자 유학 중에서도 농업과 상하간 질서를 중시하는 성리학을 정학으로 삼아 부흥시키고자 했다. 1790년에 당시 유행하던 고학이 풍속을 해친다는 이유로 하야시가의 문하생이 배우지 못하게 하는 이른바 간세이 이학의 금을 내렸다. 1797년엔 학문소를 하야시가에서 분리해 막부의 직할 기관으로 삼아 쇼헤이자카 학문소를 만들었다.
양자로서 하야시가를 이은 하야시 쥿사이와 시바노 리쓰잔, 고가 세이리, 비토 지슈 등 간세이 3학사 등의 노력으로 유교는 쇄신의 노력을 했다. 그 공로를 인정받아 쥿사이는 하야시가의 중흥 시조로 여겨지게 됐다.
성리학은 막부와 번에서 출세를 위한 방편이 되었고 하야시가 외의 학파도 성장했다. 특히 기노시타 준안의 문하에는 아라이 하쿠세키, 무로 규소, 아메노모리 호슈, 기온 난카이 등 많은 인재들이 모여들었다. 쇼군에게 학문을 가르치는 오쿠주샤는 하야시가가 독점하고 있었지만 에외적으로 무로, 나루시마 긴코 등이 중용된 적이 있다. 나루시마 모토나오는 막부의 정사인 《도쿠가와 실기》 편찬에 참여한 공으로 분세이 연간에 오쿠주샤가 되었고 양자 나루시마 가도와 양손 나루시마 류호쿠도 오쿠주샤에 올랐다.
성리학이 비록 관학의 중심이었지만 중국, 조선과 달리 양명학도 명맥을 유지했다. 대표적으로 나카에 도주와 그의 제자인 구마자와 반잔이 있으며 구마자와는 오카야마번의 집정이 되어 양명학에 기반한 정치를 펼쳤다. 1724년에는 오사카의 호상들이 미야케 세키안을 모셔와 학문소인 회덕당을 설립했는데 회덕당은 성리학이 섞인 양명학을 가르쳤다. 이후 이곳에서 나카이 지쿠잔, 나카이 리켄, 도미나가 나카모토, 야마가타 반토, 사토 잇사이와 같은 학자들이 배출됐다. 양명학의 학설이 담긴 《전습록》은 오시오 헤이하치로, 요시다 쇼인, 다카스기 신사쿠, 사이고 다카모리, 가와이 쓰기노스케, 사쿠마 쇼잔, 야마다 호코쿠와 같은 막말의 유신지사들에게도 큰 영향을 주었다. 양명학이 일어난 중국에선 명나라가 망하고 청나라가 들어서면서 쇠퇴한 데 반해 일본에선 양명학 좌파인 이지의 《분서》와 《장서》가 출판되는 등 크게 흥하고 있었다.
일본 특유의 모습도 나타났는데 야마자키 안사이는 신유일치를 내세우며 유교신토를 만들어냈고 가이바라 에키켄은 성리학을 비판적으로 인식했다. 또한 성리학이나 양명학 등 후세의 학파가 아닌 《논어》와 같은 옛 경전을 실증적으로 연구하는 고학이 등장했다. 고학을 주도한 학자로는 야마가 소코, 이토 진사이, 오규 소라이 등이 있다.
야마가는 성리학을 비판했단 이유로 막부로부터 처벌을 받았다. 그는 고학이라는 독자적인 학문 체계를 확립했는데 자연은 인간의 의식과는 독립된 존재로 일정한 법칙성을 가지고 자기운동한다고 주장했다. 야마가의 사상은 하나의 유파를 이루어 후세에 계속 전해졌다. 특히 야마가는 주군이 충언을 받아들이지 않으면 신하가 떠나야 한다고 주장해 두 주군을 모시지 않는다는 무사도와 대립했다. 야마가는 소속된 공동체의 윤리와 하늘로부터 부여받은 윤리가 충돌할 땐 천륜을 선택해야 한다고 생각했고 맹자의 유교적 세계관을 완전히 부정했기에 고학은 많은 번에서 배제당했다.
에도 시대 중기에 쓰인 《하가쿠레》에는 당대 주류였던 유교적 무사도를 기나이풍의 시건방진 무사도라 비판하는 대목이 있어 각 번은 《하가쿠레》를 금서로 지정했다. 이렇듯 에도 시대에 봉건 사회를 지탱하는 유교적 사상이 정착하면서 유교를 비판하는 목소리도 커졌는데 이는 병학이나 무사도의 실용성이 상실된 것에 대한 반발 때문이었다. 그리고 유교의 영향을 받은 미토학이 존왕양이와 결부되어 메이지 유신을 일으키는 원동력 중 하나가 되었다.
유교가 체계화하고 출세하기 위해 유교를 배워야 한다는 인식이 커지면서 무사들 사이에서 유학이 크게 유행했다. 그리고 이는 전근대 일본의 군사에 관한 학문인 병학에도 영향을 미쳤다. 본디 병학은 실전 경험을 중요시하고 부대의 운용·편제 등 현실적인 내용이 중심이었지만 에도 시대에 유학의 영향을 받으면서 윤리적인 측면이 강조되었던 것이다. 또한 생존술·처세술의 의미가 강했던 무사도가 주군에의 충성 등 막번 체제를 지탱하는 사상이나 윤리를 의미하게 된 것도 유교의 영향을 받은 이후부터였다.
무사들 사이에서 유교가 크게 흥했던 것과 달리 백성들 사이에선 이시다 바이간의 석문심학 등의 예외를 제외하면 학문으로서의 유교 사상은 거의 보급되지 않았다.

### 근대
일본이 근대 사회로 진입한 메이지 시대에는 유교적 합리주의의 영향을 받아 에도 시대부터 있어 왔던 신불분리가 격화하고 폐불훼석이 일어났다.
1885년엔 구화주의자인 문부경 모리 아리노리가 유교적 도덕교육을 규제하는 법령을 제출했지만 1889년 암살되면서 실효를 거두지 못하고 여전히 일본 교육에는 유교의 영향력이 강하게 남아 있었다. 모토다 나가자네 등 궁중의 보수적 한학자들은 「교육칙어」 제정에 앞장서 유교의 충효 사상을 보급하고 장려했다. 이노우에 데쓰지로는 에도 시대의 유학을 다룬 『일본 양명학파의 철학』, 『일본 고학파의 철학』, 『일본 성리학파의 철학』을 저술해 유교 연구를 개척했다.
《논어》의 구절이나 성리학의 가르침도 여전히 자주 인용되었으며 도덕·윤리 고전으로 받아들여졌다. 《논어》는 근대를 넘어 현대 일본에서도 번역서·해설서가 널리 읽히고 있다.
시부사와 에이이치는 『논어와 수지』를 저술해 윤리와 이익이 양립할 수 있다는 도덕경제합일설을 주장했는데 이는 《논어》에 근거한 것이었다. 시부사와는 근대 경제학과 유교적 사상의 융합을 꾀했는데 이는 널리 보급되지는 못했다.
반면 후쿠자와 유키치는 실학을 중시했기에 유교가 허황된 말을 늘어놓는 데 불과하다며 유교를 혹독하게 비판했다. 쓰다 소키치도 『지나 사상과 일본』, 『문학에 드러나는 우리나라 국민 사상의 연구』 등을 저술해 유교와 같은 중국의 영향을 배제한 일본 고유의 문화사를 정리했다.

### 현대
일본의 항복으로 제2차 세계 대전이 끝나고 미국에 점령되면서 「교육칙어」, 「군인칙유」, 「전진훈」 등이 철폐되는 등 일본의 교육 정책에도 큰 변화가 생겼다. 막스 베버나 카를 마르크스의 연구의 영향을 받아 서양이 진보할 때 아시아가 정체한 건 유교 때문이라는 인식도 퍼져나갔다. 와쓰지 데쓰로도 하야시 라잔의 유교 사상과 쇄국정책이 일본을 패전으로 이끌었다고 주장했다.
유교를 종교로서 다루는 학자는 일본에서 드물지만 유교의 본질을 종교로 이해한 학자로는 야마시타 류지와 가지 노부유키가 있다. 야마시타는 천지귀신·조상 숭배가 유교의 핵심이라 이해했으며 가지는 죽음을 다루는 것이 종교라 정의해 조상 숭배를 유교의 본질로 봤다. 다만 이러한 유교 해석은 이케다 슈조 등의 비판도 받는다.
다만 현대 일본엔 아직 유교적 관습이 많이 남아 있어 중국, 한국과 함께 유교 문화권으로 자주 인식된다.

## 같이 보기
- 문묘
- 오쓰카 선유묘소
- 「교육칙어」

## 참고 문헌
- 荻生徂徠 『論語徴』 小川環樹訳註、平凡社東洋文庫 全2巻　(1)ISBN 9784582805758 (2)ISBN 9784582805765
- 加地伸行 『儒教とは何か』 中公新書　ISBN 9784121009890
- 加地伸行 『沈黙の宗教－儒教』 筑摩書房〈ちくまライブラリー〉　ISBN 9784480051998。新版・ちくま学芸文庫 2011年
- 串田久治 『儒教の知恵－矛盾の中に生きる』 中公新書　ISBN 9784121016850
- 鈴木利定 『儒教哲学の研究』 明治書院　ISBN 9784625483028
- フーブラー 『儒教』 鈴木博訳、シリーズ世界の宗教：青土社　ISBN 9784791752980
- 狩野直禎編『図解雑学 論語』 ナツメ社、2001年、ISBN 4816330461
- 緑川佑介 『孔子の一生と論語』 明治書院、2007年、ISBN 9784625684036
- 白川静 『孔子伝』 中公文庫　ISBN 4122041600
- 諸橋轍次 『如是我聞　孔子伝』（上下）、大修館書店、1990年
- 金谷治 『孔子』 講談社学術文庫、1990年、ISBN 9784061589353
- 武内義雄 『論語之研究』 岩波書店、1939年、ASIN B000J9BC3Q
- 津田左右吉 『論語と孔子の思想』 岩波書店、1946年、ISBN BN07038153
- 宮崎市定 『論語の新しい読み方』 礪波護編、岩波現代文庫、2000年、ISBN 4006000227